# Бойченко, Олег Николаевич
Олег Николаевич Бойченко (род. 18 августа 1965, Свердловск) — советский и российский хоккеист, нападающий.

## Биография
Воспитанник свердловского хоккея (СКА — 1980—1982, 1983/84, «Луч» — 1982/83). В первенстве СССР дебютировал в сезоне 1981/82 первой лиги, проведя два матча за «Автомобилист» и один за СКА. Выступал за свердловские — екатеринбургские команды «Луч» (1982/83), «Автомобилист» (1983/84, 1986/87 — 1989/90, 1993/94), СКА (1984/85 — 1985/86, 1996/97), «Автомобилист-2» (1993/94), СКА-«Автомобилист-2» (1994/95 — 1995/96), РТИ (1996/97, 1997/98), за «Металлург» Серов (1990/91 — 1992/93, 1997/98).
Инструктор-методистом КСК «Норд» (Югорск).